# Jared Watts
Jared Watts (Statesville, 3 februari 1992) is een Amerikaans voetballer die bij voorkeur als middenvelder speelt. In 2014 tekende hij een contract bij Colorado Rapids.

## Clubcarrière
Watts werd in de MLS SuperDraft 2014 als drieëndertigste gekozen door Colorado Rapids. Op 29 maart 2014 maakte hij tegen Sporting Kansas City zijn debuut voor Colorado. Hij startte de wedstrijd in de basis en werd na zijn debuut geprezen door Rapids-trainer Pablo Mastroeni.